# Danh sách đảo và bán đảo của Hồng Kông
Hồng Kông bao gồm bán đảo Cửu Long và 263 hòn đảo trên 500 m², đảo lớn nhất là đảo Đại Tự Sơn và lớn thứ hai là đảo Hồng Kông. Áp Lợi Châu là một trong những hòn đảo đông dân nhất thế giới.
Đảo Hồng Kông trong lịch sử là trung tâm chính trị và thương mại của Hồng Kông. Đây là nơi định cư ban đầu của Thành phố Victoria, nơi đặt khu tài chính của Trung Hoàn. Hầu hết các đảo khác thường được gọi là "ly đảo".
Bán đảo Cửu Long, qua cảng Victoria từ đảo Hồng Kông là một trung tâm thương mại đáng chú ý khác ở Hồng Kông.
Xét về các quận của Hồng Kông, trong khi một trong 18 quận được gọi là Li Đảo (Islands District trong tiếng Anh), nhiều 'đảo' của Hồng Kông thực sự không phải là một phần của quận đó, mà chỉ bao gồm một số hai mươi hòn đảo lớn nhỏ ở vùng biển phía nam và phía tây nam của Hồng Kông. Những hòn đảo thuộc về các quận tương ứng tùy thuộc vào vị trí của chúng.

## Bán đảo
Danh sách một phần của bán đảo - và quận mà nó thuộc về:

### Đất liền
- Bán đảo Cửu Long - Về mặt địa lý, nó đề cập đến khu vực phía nam của dãy Đồi Beacon, Sư Tử Sơn, Tate's Laun, Đỉnh Cửu Long, v.v. và bao gồm năm quận. Trong lịch sử, chỉ có phần phía nam của Đường Boundary được nhượng lại cho Anh theo Công ước Đường Bắc Kinh năm 1860, bao gồm khu vực chỉ có hai và một nửa trong năm quận.
- Bán đảo Tây Cống
- Bán đảo Thanh Thủy Loan
- Loan Tể
- Bán đảo Sa Đầu Giác

### Đảo Hồng Kông
- Cape D'Aguilar - Quận Nam
- Thạch Áo - Quận Nam
- Stanley - Quận Nam

### Đại Tự Sơn
- Chi Ma Loan - Li Đảo
- Phân Lưu

### Bán đảo cũ
- Đại Giác Chủy - Quận Du Tiêm Vượng, khó có thể được xác định trên bản đồ bây giờ, do lấn biển.
- Texaco - Quận Quỳ Thanh

## Đảo
Danh sách một phần các đảo - và huyện mà nó thuộc về:
- A Chau (丫洲, Trung Đảo) - Đại Bộ
- A Chau (鴉洲) - Quận Bắc
- Adamasta Rock (北長洲石) - Li Đảo
- Ap Chau Mei Pak Tun Pai (鴨洲尾白墩排) - Quận Bắc
- Ap Chau Pak Tun Pai (鴨洲白墩排) - Quận Bắc
- Ap Chau (鴨洲, đảo Robinson) - Quận Bắc
- Ap Lei Chau (鴨脷洲, đảo Aberdeen) - Quận Nam
- Ap Lei Pai (鴨脷排) - Quận Nam
- Ap Lo Chun (鴨籮春) - Quận Bắc
- Ap Tan Pai (鴨蛋排) - Quận Bắc
- Ap Tau Pai (鴨兜排) - Quận Bắc
- Bay Islet (匙洲, xem Chau) - Tây Cống
- Breaker Reef (打浪排) - Đại Bộ
- Bun Bei Chau (崩鼻洲) - Tây Cống
- Bun Sha Pai (崩紗排) - Đại Bộ
- Cha Kwo Chau (茶果洲) - Li Đảo
- Cha Yue Pai (炸魚排) - Tây Cống
- Cham Pai (杉排) - Đại Bộ
- Cham Pai (沉排) - Tây Cống
- Cham Tau Chau (枕頭洲) - Tây Cống
- Chap Mo Chau (執毛洲) - Quận Bắc
- Chau Tsai Kok (洲仔角) - Đại Bộ
- Chau Tsai (洲仔) - Tây Cống
- Che Lei Pai (扯里排) - Đại Bộ
- Chek Chau (赤洲, đảo Cảng) - Đại Bộ
- Xích Liệp Giác (赤鱲角) - Li Đảo - hiện được kết nối với Lâm Chau vào Sân bay quốc tế Hồng Kông và kết nối với đảo Đại Tự Sơn bằng hai cây cầu
- Cheung Chau (長洲) - Li Đảo
- Cheung Shek Tsui (長石咀) - Quận Bắc
- Cheung Sok (長索) - Tsuen Wan
- Cheung Tsui Chau (長咀洲) - Tây Cống
- Ching Chau (青洲, Ching Chau) - Tây Cống
- Conic Island (飯甑洲) - Tây Cống
- Douglas Rock (德己利士礁) - Li Đảo
- Flat Island (銀洲, Ngan Chau) - Đại Bộ
- Fo Shek Chau (火石洲, Basalt Island) - Tây Cống
- Fo Siu Pai (火燒排) - Tây Cống
- Fu Wong Chau (虎王洲) - Quận Bắc
- Fun Chau (墳洲) - Quận Bắc
- Green Island (青洲) - Trung Tây
- Ha So Pai (蝦鬚排) - Li Đảo
- Hau Tsz Kok Pai (孝子角排) - Đại Bộ
- Hei Ling Chau (喜靈洲) - Li Đảo
- Hin Pai (蜆排) - Đại Bộ
- Hok Tsai Pai (殼仔排) - Tây Cống
- Đảo Hồng Kông (香港島)
- Hung Pai (紅排) - Quận Bắc
- Kai Chau (雞洲) - Tây Cống
- Kat O (吉澳, Crooked Island) - Quận Bắc
- Kau Pei Chau (狗脾洲) - Quận Nam
- Kau Sai Chau (滘西洲) - Tây Cống
- Kau Yi Chau (交椅洲) - Li Đảo
- Kiu Tau (橋頭) - Tây Cống
- Kiu Tsui Chau (橋咀洲, Sharp Island) - Tây Cống
- Ko Pai (高排) - Quận Bắc
- Kok Tai Pai (角大排) - Quận Bắc
- Kong Tau Pai (光頭排) - Tây Cống
- Kowloon Rock (九龍石) - Thành phố Cửu Long
- Kung Chau (弓洲) - Đại Bộ
- Kwun Cham Wan (罐杉環) - Tây Cống
- Kwun Tsai (觀仔) - Tây Cống
- Lak Lei Tsai (癩痢仔) - Tây Cống
- Nam Nha (南丫島) - Li Đảo
- Lan Shuen Pei (爛樹排) - Quận Bắc
- Lan Tau Pai (爛頭排) - Tây Cống
- Lantau Island (大嶼山) - Li Đảo
- Lap Sap Chau (垃圾洲) - Tây Cống
- Little Green Island (小青洲) - Trung Tây
- Lo Chau (羅洲) - Quận Namea
- Lo Chi Pai (鷀鸕排) - Quận Bắc
- Lo Chi Pai (鷀鸕排) - Tây Cống
- Lo Fu Tiu Pai (老虎吊排) - Tây Cống
- Lo Shue Pai (老鼠排) - Quận Đông
- Loaf Rock (饅頭排) - Li Đảo
- Luk Chau (鹿洲), formerly George I.[2] - Li Đảo
- Lung Kwu Chau (龍鼓洲) - Đồn Môn
- Lung Shan Pai (龍山排) - Quận Nam
- Lung Shuen Pai (龍船排) - Tây Cống
- Lut Chau (甩洲) - Yuen Long
- Ma Shi Chau (馬屎洲) - Đại Bộ
- Ma Tsai Pai (孖仔排) - Tây Cống
- Ma Wan (馬灣) - Tsuen Wan
- Ma Yan Pai (媽印排) - Đại Bộ
- Magazine Island (火藥洲, Fo Yeuk Chau) - Quận Nam
- Mei Pai (尾排) - Li Đảo
- Middle Island (熨波洲) - Quận Nam
- Mong Chau Tsai (芒洲仔) - Tây Cống
- Moon Island (磨洲, Mo Chau) - Đại Bộ
- Muk Yue Chau (木魚洲) - Tây Cống
- Nam Fung Chau (南風洲) - Tây Cống
- Ng Fan Chau (五分洲) - Quận Nam
- Nga Ying Chau (牙鷹洲) - Tây Cống Southeast to Ching Chau (青洲)
- Nga Ying Pai (牙鷹排) - Tây Cống
- Ngam Hau Shek (岩口石) - Tsuen Wan
- Ngan Chau (銀洲) - Li Đảo
- Ngau Sh Pui (牛屎砵) - Tây Cống
- Ngau Tau Pai (牛頭排) - Tây Cống
- Ngo Mei Chau (娥眉洲, Crescent Island) - Quận Bắc
- Ninepin Group (果洲群島) - Tây Cống
  - Lung Shuen Pai (龍船排)
  - North Ninepin Island (北果洲)
  - Sai Chau Mei (細洲尾)
  - Shue Long Chau (蕃莨洲)
  - Tai Chau (大洲)
  - Tai Chau Mei (大洲尾)
  - Tuen Chau Chai (短洲仔)
- Pak Chau (白洲, Tree Island) - Tuen Mun
- Pak Ka Chau (筆架洲) - Quận Bắc
- Pak Ma Tsui Pai (白馬咀排) - Tây Cống
- Pak Pai (白排) - Tây Cống
- Pak Sha Chau (白沙洲, Round Island) - Quận Bắc
- Pak Sha Chau (白沙洲, White Sand Island) - Tây Cống
- Pat Ka Chau (筆架洲) - Quận Bắc
- Peaked Hill (雞翼角) - Li Đảo
- Bình Châu, Hồng Kông (坪洲) - Li Đảo
- Pearl Island (龍珠島) - Tuen Mun
- Pin Chau (扁洲) - Tây Cống
- Ping Chau (平洲) - Đại Bộ
- Ping Min Chau (平面洲) - Tây Cống
- Po Pin Chau (破邊洲) - Tây Cống
- Po Toi Islands (蒲苔群島) - Li Đảo
  - Castle Rock (螺洲白排)
  - Lo Chau (螺洲, Beaufort Island)
  - Mat Chau (墨洲), an islet off Po Toi island
  - Mat Chau Pai (墨洲排), an islet off Mat Chau
  - Po Toi Island (蒲苔島)
  - Sai Pai (細排)
  - San Pai (散排)
  - Sung Kong (宋崗)
  - Tai Pai (大排)
  - Waglan Island (橫瀾島)
- Po Yue Pai (蒲魚排) - Tây Cống
- Pun Shan Shek (半山石) - Tsuen Wan
- Pyramid Rock (尖柱石) - Tây Cống
- Round Island (銀洲) - Quận Nam
- Sai Ap Chau (細鴨洲) - Quận Bắc
- Sam Pai (三排) - Tây Cống
- Sam Pui Chau (三杯酒) - Đại Bộ
- Sha Chau (沙洲) - Tuen Mun
- Sha Pai (沙排) - Quận Bắc
- Sha Pai (沙排) - Tai Po
- Sha Tong Hau (沙塘口山, Bluff Island) - Tây Cống
- Sham Shui Pai (深水排) - Li Đảo
- Shau Kei Pai (筲箕排) - Quận Bắc
- Shek Chau (石洲) - Tây Cống
- Shek Kwu Chau (石鼓洲) - Li Đảo
- Shek Ngau Chau (石牛洲) - Đại Bộ
- Shelter Island (牛尾洲) - Tây Cống
- Sheung Pai (雙排) - Quận Bắc
- Shui Cham Tsui Pai (水浸咀排) - Quận Bắc
- Shui Pai (水排) - Li Đảo
- Siu Kau Yi Chau (小交椅洲) - Li Đảo
- Siu Nim Chau (小稔洲) - Quận Bắc
- Siu Tsan Chau (小鏟洲) - Tây Cống
- Soko Islands (索罟群島) - Li Đảo
  - Cheung Muk Tau (樟木頭)
  - Ko Pai (高排)
  - Lung Shuen Pai (龍船排)
  - Ma Chau (孖洲)
  - Shek Chau (石洲)
  - Siu A Chau (小鴉洲)
  - Tai A Chau (大鴉洲)
  - Tau Lo Chau (頭顱洲)
  - Wan Hau Chau (灣口洲)
  - Yuen Chau (圓洲)
  - Yuen Kong Chau (圓崗洲)
- Sunshine Island (周公島) - Li Đảo
- Ta Ho Pai (打蠔排) - Quận Bắc
- Tai Chau (大洲) - Tây Cống
- Tai Lei (大利) - Li Đảo
- Tai Nim Chau (大稔洲) - Quận Bắc
- Tai O (大澳) - Li Đảo
- Tai Pai (大排) - Tây Cống
- Tai Tau Chau (大頭洲) - Tây Cống
- Tai Tau Chau (大頭洲) - Quận Nam
- Tai Tsan Chau (大鏟洲) - Tây Cống
- Tang Chau (燈洲) - Đại Bộ
- Tang Lung Chau (燈籠洲) - Tsuen Wan
- Tap Mun Chau (塔門, Grass Island) - Đại Bộ
- Tau Chau (頭洲) - Quận Nam
- The Brothers (磨刀洲) - Tuen Mun
  - Siu Mo To (小磨刀)
  - Tai Mo To (大磨刀)
  - Tsz Kan Chau (匙羹洲)
- Tit Cham Chau (鐵蔘洲) - Tây Cống
- Tit Shue Pai (鐵樹排) - Đại Bộ
- Tiu Chung Chau (吊鐘洲, Kim Đảo) - Tây Cống
- Tiu Chung Pai (吊鐘排) - Tây Cống
- Tong Hau Pai (塘口排) - Tây Cống
- Trấn Đảo (伙頭墳洲) - Tây Cống
- Trio Island (大癩痢) - Tây Cống
- Tsim Chau Group - Tây Cống
  - Tai Chau (大洲)
  - Tsim Chau (尖洲)
- Tsing Chau (青洲, Table Island) - Quận Bắc
- Thanh Y (青衣島) - Quỳ Thanh
- Tsui Pai (咀排) - Li Đảo
- Tuen Tau Chau (斷頭洲) - Tây Cống
- Tung Lung Chau (東龍洲) - Tây Cống
- Tung Sam Chau (棟心洲) - Tây Cống
- Wai Chau Pai (灣仔排) - Đại Bộ
- Wai Kap Pai (桅夾排) - Tây Cống
- Wang Chau (橫洲) - Tây Cống
- Wang Pai (橫排) - Tây Cống
- Wo Sheung Chau (和尚洲) - Tây Cống
- Wong Mau Chau (黃茅洲) - Tây Cống
- Wong Nai Chau Tsai (黃泥洲仔) - Tây Cống
- Wong Nai Chau (黃泥洲) - Quận Bắc
- Wong Nai Chau (黃泥洲) - Quận Bắc
- Wong Nai Chau (黃泥洲) - Tây Cống
- Wong Wan Chau (往灣洲, Double Island) - Quận Bắc
- Wong Wan Pai (往灣排) - Tây Cống
- Wong Yi Chau (黃宜洲) - Tây Cống
- Wu Chau (烏洲) - Quận Bắc
- Wu Chau (烏洲) - Đại Bộ
- Wu Pai (烏排) - Quận Bắc
- Wu Yeung Chau Pai (湖洋洲排) - Quận Bắc
- Wu Ying Pai (烏蠅排) - Li Đảo
- Yan Chau (印洲) - Quận Bắc
- Yau Lung Kok (游龍角) - Tây Cống
- Diệp Châu (洋洲) - Quận Bắc
- Diệp Châu (洋洲) - Đại Bộ
- Diệp Châu (羊洲), đảo Cừu) - Tây Cống
- Yi Long Pai (二浪排) - Li Đảo
- Yi Pai (二排) - Tây Cống
- Diêm Điền Tể (鹽田仔) - Đại Bộ
- Diêm Điền Tể (鹽田仔, Little Salt Field) - Tây Cống
- Yuen Kong Chau (圓崗洲) - Tây Cống

## Đảo cũ
- Channel Rock - Thành phố Cửu Long - hiện là một phần của đường băng sân bay Kai Tak cũ.
- Chau Tsai - được san lấp nhập vào vùng đất mở rộng của đảo Thanh Y, gần Kho dầu CRC của Nam Wan Kok.
- Fat Tong Chau (佛堂洲, Junk Island) - ngày nay là một phần của Tseung Kwan O, Tây Cống như là kết quả của cải tạo đất.
- Hoi Sham Island - Thành phố Cửu Long - ngày nay là một phần của To Kwa Wan như là kết quả của việc mở rộng.
- Kellett Island - một phần của Causeway Bay kết quả của lấn đất dần dần, thuộc Quận Đông.
- La Ka Chau (勒加洲)
- Lam Chau - Li Đảo - Li Đảo - hiện được kết nối với Lâm Chau vào Sân bay quốc tế Hồng Kông và kết nối với đảo Đại Tự Sơn bằng hai cây cầu.
- Leung Shuen Wan (糧船灣洲, Thượng Đảo), Tây Cống - kết nối với đất liền tạo thành Hồ chứa Thượng Đảo.
- Mong Chau - một hòn đảo ngoài đồi Lai King, được chôn cất dưới Nhà ga số 2 của Khu cảng container.
- Nga Ying Chau - nay là góc đông bắc của đảo Thanh Y do hậu quả của việc cải tạo đất
- Rumsey Rock - nay là một phần của bờ giữa Tsim Sha Tsui East và Hung Hom.
- Stonecutter's Island - một hòn đảo trước đây, hiện là một phần của bán đảo Cửu Long, sau cải tạo đất.
- Tsing Chau, hay Đảo Pillar - nhập vào vùng đất mở rộng của Gin Drinkers Bay hoặc Lap Sap Wan. Đó là điểm cuối Kwai Chung của cầu Thanh Y.
- Tung Tau Chau (東頭洲) - kết nối với đất liền để tạo thành hồ chứa Plover Cove.
- Yuen Chau Tsai (元洲仔)

## Đảo lớn nhất
Sau đây là danh sách các hòn đảo lớn nhất của vùng lãnh thổ, được sắp xếp theo diện tích (km²):
1. Đại Tự Sơn 147,16
2. Đảo Hồng Kông 78,52
3. Nam Nha 13,74
4. Xích Liệp Giác - địa điểm của sân bay, 12,70 km²
5. Thanh Y 10,69
6. Kau Sai Chau 6,70
7. Po Toi 3,69
8. Cheung Chau 2,44
9. Tung Lung Chau 2,42
10. Crooked Island (Kat O) 2,35
11. Wong Wan Chau (Đảo Đôi) 2,13
12. Hei Ling Chau 1,93
13. Tap Mun Chau (Thảo Đảo) 1,69
14. Áp Lợi Châu 1,30
15. Tai A Chau 1,20
16. Ping Chau 1,16
17. Bình Châu 0,97
18. Ma Wan 0,97

Leung Shuen Wan được kết nối với đất liền vào những năm 1970 để tạo thành Hồ chứa Vạn Nghi. Nó trong lịch sử có diện tích 8,511 km² và vào năm 1960 là hòn đảo lớn thứ tư của Hồng Kông. Vào thời điểm đó, nền tảng sân bay chưa được xây dựng và diện tích của Thanh Y tăng lên sau đó như hệ quả của việc cải tạo đất.
Xích Liệp Giác ban đầu có diện tích 3,02 km² (các nguồn khác đề cập đến 2,8 km²).